# Янковски, Джордж
Джордж Эдвард Янковски (англ. George Edward Yankowski, 19 ноября 1922, Кембридж, Массачусетс — 25 февраля 2020, Те-Виллиджис, Флорида) — американский бейсболист, кэтчер. Выступал в Главной лиге бейсбола за «Филадельфию Атлетикс» и «Чикаго Уайт Сокс».

## Биография

### Начало карьеры
Джордж Янковски родился 19 ноября 1922 года в Кембридже в штате Массачусетс. Он был одним из шести детей в семье польских эмигрантов. Джордж учился в школе в Уотертауне. Он был одним из лучших кэтчеров штата и капитаном её бейсбольной команды, играл в баскетбол. В 1940 году Янковски окончил школу и поступил в Северо-Восточный университет, где изучал промышленный менеджмент. В составе его команды он выиграл региональный студенческий чемпионат 1942 года. После окончания сезона он играл за различные полупрофессиональные команды Новой Англии.
В июле 1942 года Янковски подписал профессиональный контракт с «Филадельфией Атлетикс». Уже 17 августа он дебютировал в Главной лиге бейсбола. По этому случаю газета Boston Herald написала: «Возможно, это первый раз, когда второкурсник из колледжа выходит на поле, не имея никакого опыта игры в младших лигах». В выездной игре с «Бостоном» 6 сентября Джордж впервые сыграл в стартовом составе. В этом матче он набрал два RBI. Всего же в регулярном чемпионате 1942 года он принял участие в шести матчах.

### Служба в армии
Осенью Янковски продолжил обучение в колледже, в ноябре 1942 года он женился на Джералдин Молито. В браке они прожили сорок лет. В феврале Джордж подписал контракт с Атлетикс на сезон 1943 года, но в апреле его призвали на военную службу. Начальную подготовку он проходил на базе Форт-Девенс, играл за её бейсбольную команду. В июле 1943 года Янковски принял участие в благотворительном матче на «Фенуэй-парк», выйдя на поле вместе с Бейбом Рутом, Тедом Уильямсом и Джо Ди Маджо. Зимой он прошёл подготовку в армейском авиационном корпусе, чтобы стать пилотом, но в итоге был зачислен в 87-ю пехотную дивизию. Весной 1944 года Джордж находился на базе Форт-Джексон в Южной Каролине.
В октябре 1944 года его часть была отправлена в Европу в составе 3-й армии генерала Паттона. В ноябре Янковски попал во Францию, принимал участие в боях во время Арденнской операции в качестве снайпера. Он был награждён Бронзовой звездой и Значком боевого пехотинца. К моменту окончания войны в Европе Джордж находился на территории Германии. После возвращения в США дивизия была расквартирована на базе Форт-Беннинг и готовилась к вторжению в Японию. Он получил месячный отпуск, во время которого была проведена бомбардировка Хиросимы и Нагасаки, после чего война завершилась.

### Возобновление карьеры
В «Атлетикс» Янковски вернулся весной 1946 года. По итогам сборов он не сумел пробиться в основной состав и в апреле был отчислен. В течение следующих двух лет он играл в Лиге Новой Англии за «Фолл-Ривер Индианс». В этот период он окончил Северо-Восточный университет по специальности «бизнес-администрирование», а затем получил степень магистра в Бостонском университете. В 1948 году Джордж провёл 129 матчей за «Маскигон Клипперс», фарм-клуб «Чикаго Уайт Сокс». В сезоне 1949 года он сыграл несколько матчей в Главной лиге бейсбола. В июле его контракт был продан клубу «Мемфис Чикс» из Южной ассоциации. Там он сыграл 33 матча, ставших для него последними в профессиональном спорте.

### После бейсбола
В 1950 году Янковски начал работать учителем и помощником тренера в школе Уотертауна. В следующем году его назначили главным тренером. Эту должность он занимал в течение пятнадцати лет. До начала 1980-х годов Джордж также занимался педагогической деятельностью. В 1993 году его избрал в Зал спортивной славы школы. В 1999 году он женился второй раз, его супругой стала учительница Мэри Джонс. От первого брака у него было пять дочерей и сын, у его второй жены — два сына и две дочери.
Джордж Янковски скончался 25 февраля 2020 года во Флориде в возрасте 97 лет.